# دزرت فورس
دزرت فورس أو بطولة دزرت فورس (Desert Force) أو قوة الصحراء أو قوة البادية ورسمياً بطولة العرب المحترفين للفنون القتالية هي أحد بطولات الفنون القتالية المختلطة، وتعتبر البطولة الأولى من نوعها التي تستهدف المقاتلين العرب في الشرق الأوسط. تستضيف في البداية مجموعة من أربعة بطولات كل عام، كما تعتمد على مبدأ الإقصاء أو خروج المغلوب. ويشارك في تلك البطولة مجموعة متنوعة من المقاتلين من مختلف الدول العربية. وفيها أربعة أوزان مختلفة طبقاً لما هو معتمد دولياً في بطولات الفنون القتالية المختلطة (MMA). ولا تقتصر المنافسة في تلك البطولة على المقاتلين فقط وإنما أيضا هناك منافسة كبيرة بين حكام المباريات حيث سيتأهل أفضل الحكام من أجل المشاركة في بطولات دولية مشهورة. وتتشابه هذه البطولة مع بطولات اتحاد (UFC) للمصارعة، حيث تقام المنافسات على حلبة سداسية الأضلاع، وهي مزيج ما بين المصارعة الحرة والملاكمة.

## قوانين البطولة
تعتمد بطولة Desert Force للفنون القتالية على مبدأ خروج المغلوب، وتطبق الأحكام الخاصة بألعاب الفنون القتالية المختلطة بالبطولة طبقاً لما هو معتمد دولياً مع وجود حكام يتمتعون بأعلى المستويات الخبرة والمهارة. وتقع بطولة الجائزة الكبرى العربية الأولى للمحترفين في الـ (MMA) ضمن 4 جولات تمتد على مدى عامٍ كامل، وتعتمد مبدأ الضربة القاضية (Knock-out)، حيث يتنافس المحترفون العرب ضمن أوزان الريشة، والخفيف، وأقل من المتوسط، والمتوسط، وخفيف الثقيل. أما الدول المشاركة فهي البحرين ومصر والعراق والسعودية والكويت ولبنان والمغرب وفلسطين والسودان وسوريا وتونس والإمارات، بالإضافة إلى الأردن مستضيف الجولة الثانية التي تقام فعالياتها في المدينة الرياضية في عمان.

## الموسم الأول
انطلقت بطولة Desert Force في موسمها الأول خلال خريف عام 2012 في 7 من سبتمبر والتي أقيمت في العاصمة الأردنية عمان. وتضم البطولة خمسة أوزان من فئات المقاتلين المحترفين العرب في منطقة الشرق الأوسط، بالإضافة إلى إقامة نهائيات وزن المتوسط والتي سوف تشهد تتويج أول بطل رسمي لهذا الوزن في المنطقة.

### الجولة الثانية
أتى تنظيم وإطلاق الجولة الثانية من هذه البطولة بعد انتهاء عرض مباريات الجولة الأولى حصرياً على MBC Action في شهر سبتمبر من عام 2012 وذلك إثر توقيع مذكرة تفاهم ما بين MBC Action وشركة إكس لتنظيم وإدارة الفعاليات الرياضية المالكة لـDesert Force الرائدة في الفنون القتالية المختلطة (MMA) لإطلاق أول بطولة تصفيات عربية للمحترفين تعتمد مبدأ (Grand Prix) أو الجائزة الكبرى.

## دزرت فورس: الأكاديمية
هو برنامج واقعي بأنشاء دزرت فورس يحتوي على فريقين الفريق الأحمر والفريق الأسود يوجد قائدين للفرقتين وهم محترفين في عالم الـMMA.
و يوجد تحديات فردية بين اللاعبين وتحديات جماعية بين الفرق مثل كرة القدم ورفع الأثقال.
يذاع هذا البرنامج حصرياً علي MBC Action .

## التغطية الإعلامية
عرضت منافسات Desert Force حصرياً
على قناة إم‌ بي ‌سي أكشن والتي نقلت تطورات المنافسة أولاً بأول، وكيفية تقدم المحترفين في المسابقة، واستعدادهم للنزال في المباريات، وقيامهم بحركاتهم القتالية، وقصة كل مقاتل من المشاركين.